# 釜ヶ崎芸術大学

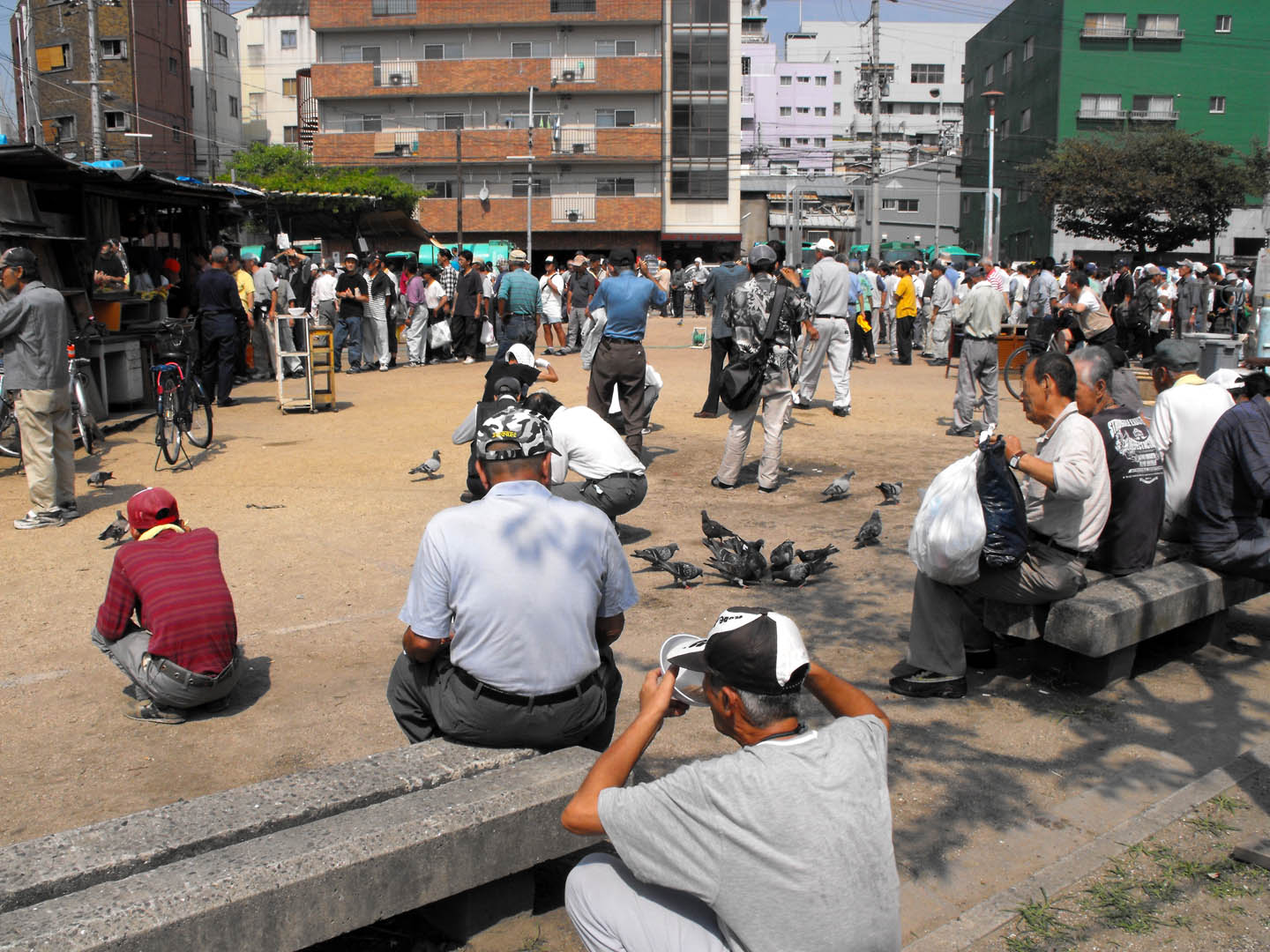
あいりん地区

釜ヶ崎芸術大学（かまがさきげいじゅつだいがく）は、大阪市西成区の釜ヶ崎で2012年から開催されている、誰もが参加でき学び合うことができる市民大学。NPO法人ココルームが運営する。

## 概要
釜ヶ崎にある様々な会場で催され、年間に約40-60位の講座、ワークショップなどが多彩な講師を招き開かれる。無料またはカンパのみで住んでいる地域も問わず誰もが参加できる。
かつて釜ヶ崎は日雇い労働者の街として高度成長期の日本を底辺で支えてきた歴史があるが、同時に暴動なども過去に起こっており、ネガティブな印象もぬぐえない。地域外からの参加者や講師が大学で交流することが、釜ヶ崎が支えてきた現代社会や暮らしそのものを問い直す機会となるよう、また少子高齢化や格差社会の中で釜ヶ崎に古くから培われた助け合いや支援制度などに見られる仕組みや知恵を学ぶことが、他の地域でも有効であるとの考えや、釜ヶ崎では、することがない、話し相手がいない、朝から酒を飲むしかないというような行き場をなくした無目的な多くの人たちに目的や生きがいをもってもらおうと、NPO法人ココルームにより企画された。「学びたい人が集まれば、そこが大学になる」がキャッチフレーズ。
「釜ヶ崎大学（2010-11）」、その前には「釜ヶ崎の思想を囲む集い(2010)」という小さな集まりがあったのが始まりである。釜ヶ崎大学は数回開催されたけれど下火になりかけたが、もう一度この名称に着目し、釜ヶ崎で芸術を中心として様々なことを、学びあう機会として「釜ヶ崎芸術大学」は、2012年再スタートした。
創設者である詩人の上田假奈代は、その功績により2015年度芸術選奨新人賞（芸術振興部門）を受賞した。

## 講師陣

### 過去に講師を務めた者
- 本宮氷（絵画）
- 大瀧哲雄（お笑い）
- 野村誠（音楽）
- 山本則幸（合唱部）
- 森村泰昌、高山明（芸術）
- 茂山童司（狂言）
- 上田假奈代（詩）
- 畑中弄石（書道）
- 釈徹宗（宗教学）
- 尾久土正己（天文学）
- 西川勝（哲学）
- 水野阿修羅（感情）
- 岩橋由莉（表現）
- 中川真（ガムラン）
- 中西ちさと（ダンス部）
- 水内俊雄（地図・地理）
- 澄川小百合（ファッション）
- 山田創平（社会学・ジェンダー論）

## テレビ番組
人生に”生きがい”を～釜ヶ崎芸術大学の日々～ - NHK大阪放送局
目撃！日本列島「“釜ヶ崎芸術大学”心の扉を開けて」-NHK（上記を全国向けに再編集したもの）